# TRW
Pour les articles homonymes, voir TRW (homonymie).
TRW, acronyme de "Thomson Ramo Wooldridge", était une entreprise américaine fondée en 1953, aux activités centrées sur le secteur de la défense mais s'étendent également à la construction automobile et au secteur aérospatial, qui en 2002 sera racheté par Northrop Grumman pour devenir Northrop Grumman Space Technology.  
Le sigle provient des initiales des trois fondateurs, Charles E. Thomson, Simon Ramo et Dean Wooldridge, ces deux derniers étant des chercheurs en électronique.

## Activité
TRW est un des pionniers de l'industrie des missiles et des sondes spatiales: il a notamment construit les sondes Pioneer 10 et 11. TRW est également un des premiers constructeurs de coussins gonflables de sécurité (« airbags »).
Par ailleurs, la société produisait des calculateurs industriels, scientifiques et informatiques. En France, ses calculateurs sont vendus sous licence ou adaptés par la Compagnie européenne d'automatisme électronique. L'un d'eux fournit ainsi l'architecture de l'Iris 10, utilisé dans les hôpitaux et les transports publics.

## Histoire

### Fondation
Thompson Ramo Wooldridge résulte de la fusion en 1958 entre Thompson Products et Ramo-Wooldridge Corporation, fondée en 1953 par les chercheurs en électronique Simon Ramo et Dean Wooldridge (1913–2006).

### Absorption de Teleregister en 1964
En 1964, après l'absorption de Teleregister, Thompson Ramo Wooldridge devient l'actionnaire minoritaire d'un nouveau groupe Bunker Ramo, détenu à 90 % par l'équipementier de défense américain Martin Marietta.

### 1999, rachat du groupe anglais Lucas
En 1999, TRW rachète le groupe anglais Lucas, un des leaders du marché des pièces détachées automobiles et de l'aéronautique. Cette acquisition qui double la taille de sa branche automobile accroît fortement sa dette l'obligeant à revendre certaines de ses activités. En 2000, Lucas Diesel est racheté par Delphi Corporation.

### En 2002, rachat par Northrop Grumman
En 2002, TRW est racheté par la société Northrop Grumman à la suite d'une OPA hostile de 7,8 milliards de dollars américains. Northrop-Grumman conserve l'activité de défense. La branche automobile TRW Automotive Holdings héritée du rachat de Lucas est cédée au groupe Blackstone pour 4,73 milliards de dollars. TRW Aeronautical Systems, également ancienne branche de Lucas est reprise par Goodrich. 